# Mod målet - VM for hjemløse
|  | Denne artikel er oprettet af botten PalnaBot ud fra en ekstern database. Den kan derfor have sproglige fejl eller mangler. Denne skabelon kan fjernes efter kontrol af indholdet. |

Mod målet - VM for hjemløse er en dokumentarfilm fra 2007 instrueret af Mira Jargil efter manuskript af Mira Jargil.

## Handling
Per er god til fodbold, men mindre god til at få styr på tilværelsen. Nu skal han spille VM i gadefodbold for hjemløse. Sammen med resten af holdet skifter han for en stund øl og smøger ud med Cola og vitaminpiller, og kaster sig ud i et hårdt træningsprogram, der skal styrke krop og kampånd, selvtillid og sammenhold, for det gælder om at vinde! En film om et anderledes fodbold-VM, om nederlag og sejre, bristede håb og levende drømme.